# Luenha (Fluss)
Der Luenha ist ein Fluss in Mosambik. Er entspringt als Gairezi in Simbabwe und ist ein Nebenfluss des Sambesi.

## Verlauf
Der in seinem Oberlauf als Gairezi bezeichnete Fluss entspringt an den Hängen des Inyangani nahe der Stadt Nyanga. Er fließt zunächst in nordöstliche Richtung, bis er auf die Grenze zu Mosambik stößt, die er ab da für etwa 100 km Richtung Norden bildet. Dann ändert er seinen Verlauf erneut in nordöstliche Richtung, weg von der Grenze, und nimmt wenig später seinen linken Nebenfluss Ruenya auf. Hier ändert er seinen Namen auf Luenha. Er folgt dieser Richtung weiter, bis er auf den von Westen kommenden Mazowe trifft, der sein größter Nebenfluss ist. Er schwenkt Richtung Osten und mündet knapp 50 km weiter, etwa 30 km südöstlich der Stadt Tete, auf der Grenze zwischen der Provinz Manica und der Provinz Tete in den Sambesi.

## Hydrologie
Die Abflussmenge des Flusses wurde an der Mündung in m³/s gemessen (Werte aus Diagramm abgelesen).

## Namensgebung
In vielen Quellen werden der Mazowe und der Luenha gleichgesetzt, obwohl es zwei unterschiedliche Flüsse sind. Auch ob der Mazowe in den Luenha mündet oder umgekehrt, ist oft unterschiedlich dargestellt. Die meisten offiziellen Karten bezeichnen den Luenha als Hauptfluss.